# Chazaliella sciadephora
Chazaliella sciadephora är en måreväxtart som först beskrevs av William Philip Hiern, och fick sitt nu gällande namn av Ernest Marie Antoine Petit och Bernard Verdcourt. Chazaliella sciadephora ingår i släktet Chazaliella och familjen måreväxter.

## Underarter
Arten delas in i följande underarter:
- C. s. condensata
- C. s. sciadephora